# 이용마언론상
이용마언론상(李容馬言論賞)은 언론에 바친 MBC 기자의 이름을 딴 이용마의 뜻을 기리기 위해, 주관하는 언론상이다.

## 역대 수상자
| 회    | 연도   | 수상자               |
| ----- | ------ | -------------------- |
| 제1회 | 2020년 | 안치용, 황윤미       |
| 제2회 | 2021년 | 뉴스타파, (故)이재학 |

## 같이 보기
- 이용마
- 송건호언론상